# Corchuela
Corchuela es una aldea, dependiente del municipio de Oropesa, de la provincia de Toledo en la comunidad autónoma de Castilla-La Mancha. Está situado a 9 km del centro de Oropesa. Cuenta con una población de 36 habitantes (INE 2022)

## Geografía
Corchuela se encuentra a 7 km del municipio del que es dependiente, Oropesa, y a 127 km de Toledo, capital de la provincia de la que forma parte.

## Población
| Gráfica de evolución demográfica de Corchuela entre 2000 y 2015 |
|                                                                 |

## Fiestas
- Pasada la Semana Santa, se celebra la fiesta en honor al Santísimo Cristo de la Humildad.